# Bandeira da Dinastia Qing
A bandeira da Dinastia Qing foi um emblema adotado no final do século 19 apresentando o Dragão Azul em um campo amarelo liso com a pérola vermelha flamejante no canto superior esquerdo. Tornou-se a primeira bandeira nacional da China e é geralmente referida como a "Bandeira do Dragão Amarelo" (chinês tradicional: 黃龍旗, chinês simplificado: 黄龙旗, pinyin: huánglóngqí).
Governando a China de 1644 até a derrubada da monarquia durante a Revolução Xinhai, a Dinastia Qing foi a última dinastia imperial da história chinesa. Entre 1862 e 1912, a dinastia representou-se com a bandeira do dragão.

## Designs
Desde a dinastia Ming, o amarelo foi considerado a cor real dos sucessivos imperadores chineses. Os membros da família imperial da China naquela época eram os únicos autorizados a exibir a cor amarela nos edifícios e nas roupas. O Imperador da China geralmente usava um dragão chinês como símbolo do poder e força imperial. Geralmente, um dragão de cinco garras era usado apenas por imperadores.
Na cultura chinesa, uma pérola flamejante é mostrada no topo da cabeça do dragão. A pérola está associada à riqueza, boa sorte e prosperidade.
O desenho da bandeira foi amplamente baseado na Bandeira Amarela Simples, um dos três exércitos de bandeiras "superiores" entre os Oito Estandartes sob o comando direto do próprio Imperador da China, e uma das quatro bandeiras de "direita".

### Oito Estandartes
Os Oito Estandartes eram divisões administrativas/militares sob a dinastia Qing nas quais todas as famílias Manchu foram colocadas. Na guerra, as Oito Estandartes funcionavam como exércitos, mas o sistema de bandeiras era também a estrutura organizacional básica de toda a sociedade Manchu.
- Estandarte Amarelo Plano
- Estandarte Amarelo Bordado
- Estandarte Branco Plano
- Estandarte Branco Bordado

- Estandarte Vermelho Plano
- Estandarte Vermelho Bordado
- Estandarte Azul Plano
- Estandarte Azul Bordado 1911-1912

## Versão triangular (1862-1889)

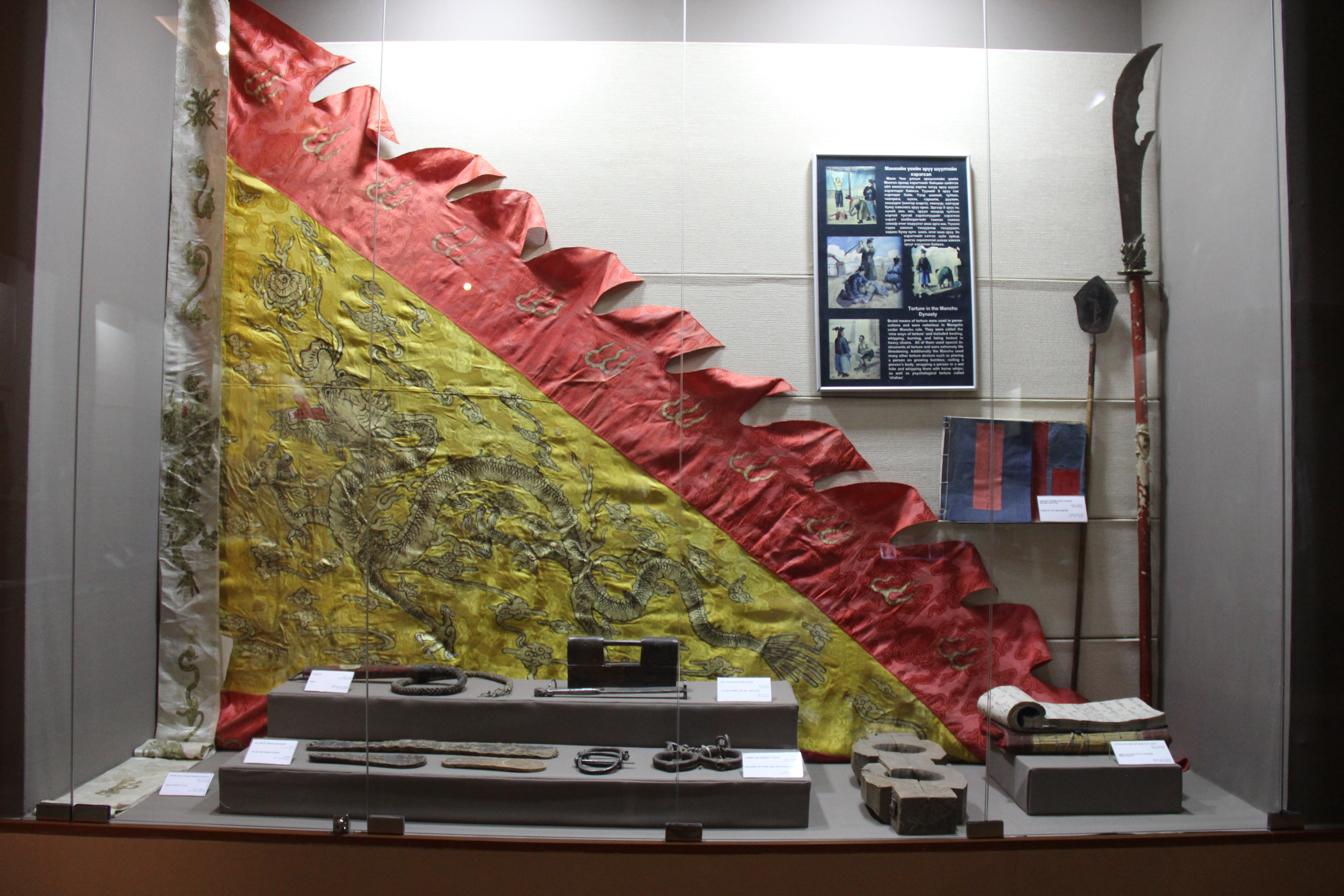
A atual bandeira triangular exibida no Museu Nacional da Mongólia.

O Incidente Arrow de 1856 ocorreu como resultado de navios civis chineses que arvoravam bandeiras estrangeiras, já que a dinastia Qing não tinha bandeira oficial na época. Em 1862, marinheiros das marinhas chinesa e britânica entraram em confronto em Wuhan, no rio Yangtze. Em resposta aos protestos do governo britânico de que seus navios eram incapazes de distinguir adequadamente entre os navios da marinha chinesa e os navios civis, Yixin (Príncipe Gong) instou Zeng Guofan a criar uma bandeira governamental para os Qing e sugeriu o uso de uma bandeira de dragão amarelo, que também foi usada como uma dos Oito Estandartes dos Manchus e também no exército chinês  Após a devida consideração, Zeng Guofan concluiu que uma bandeira quadrada tinha uma semelhança muito próxima com a Bandeira Amarela Simples dos Oito Estandartes, com potencial para ser vista como um endosso da hierarquia dos Oito Estandartes. Em vez disso, ele removeu um canto para criar uma bandeira triangular.
A versão triangular da bandeira do dragão amarelo foi restrita apenas ao uso naval e governamental, nenhum navio civil foi autorizado a hastear a flâmula amarela e nunca se tornou formalmente a bandeira nacional. Contudo, em algumas ocasiões diplomáticas e em exposições internacionais, esta bandeira foi utilizada para representar a China.

## Versão retangular (1889–1912)

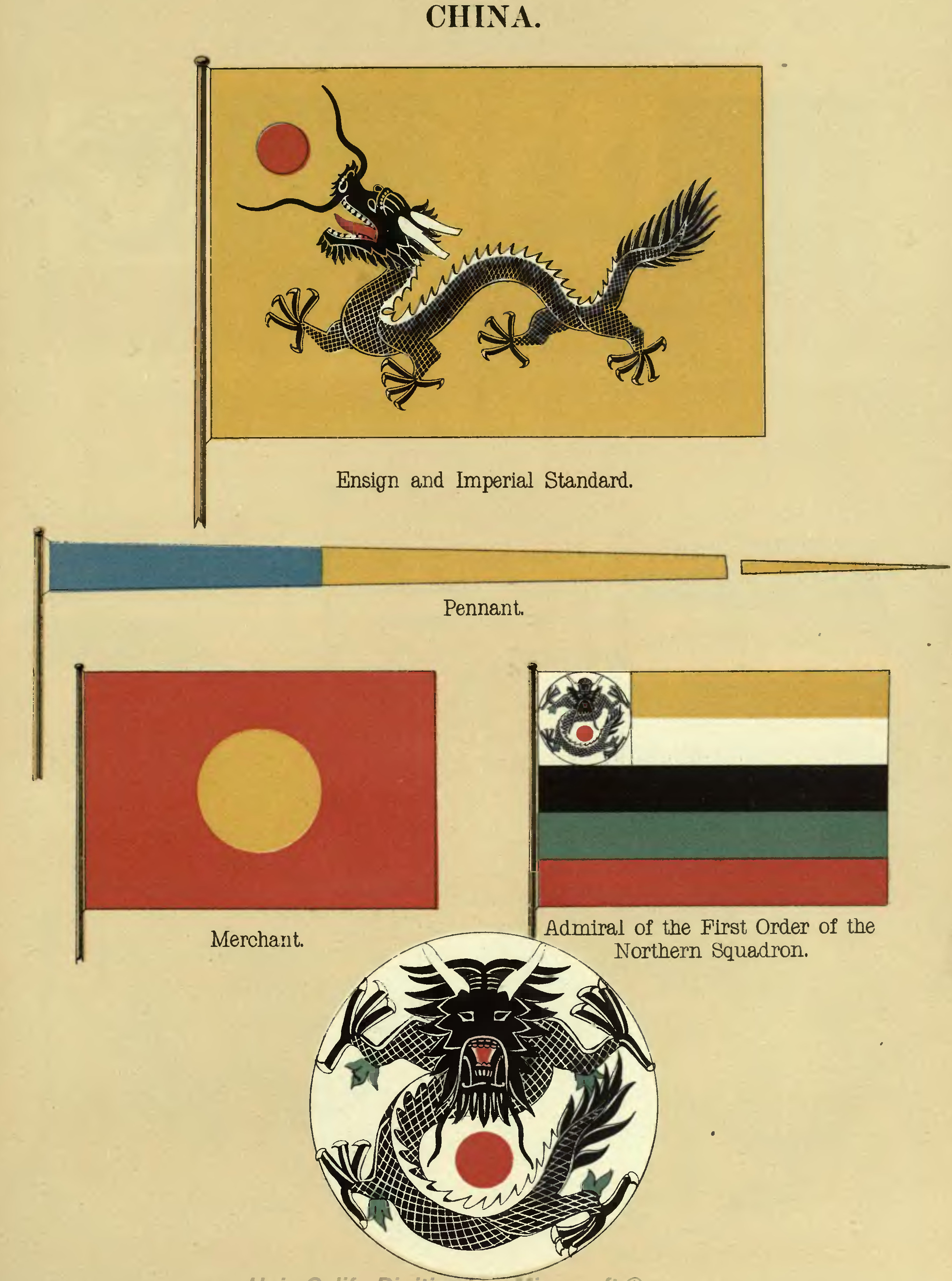
Uma introdução às bandeiras nacionais em 1899.

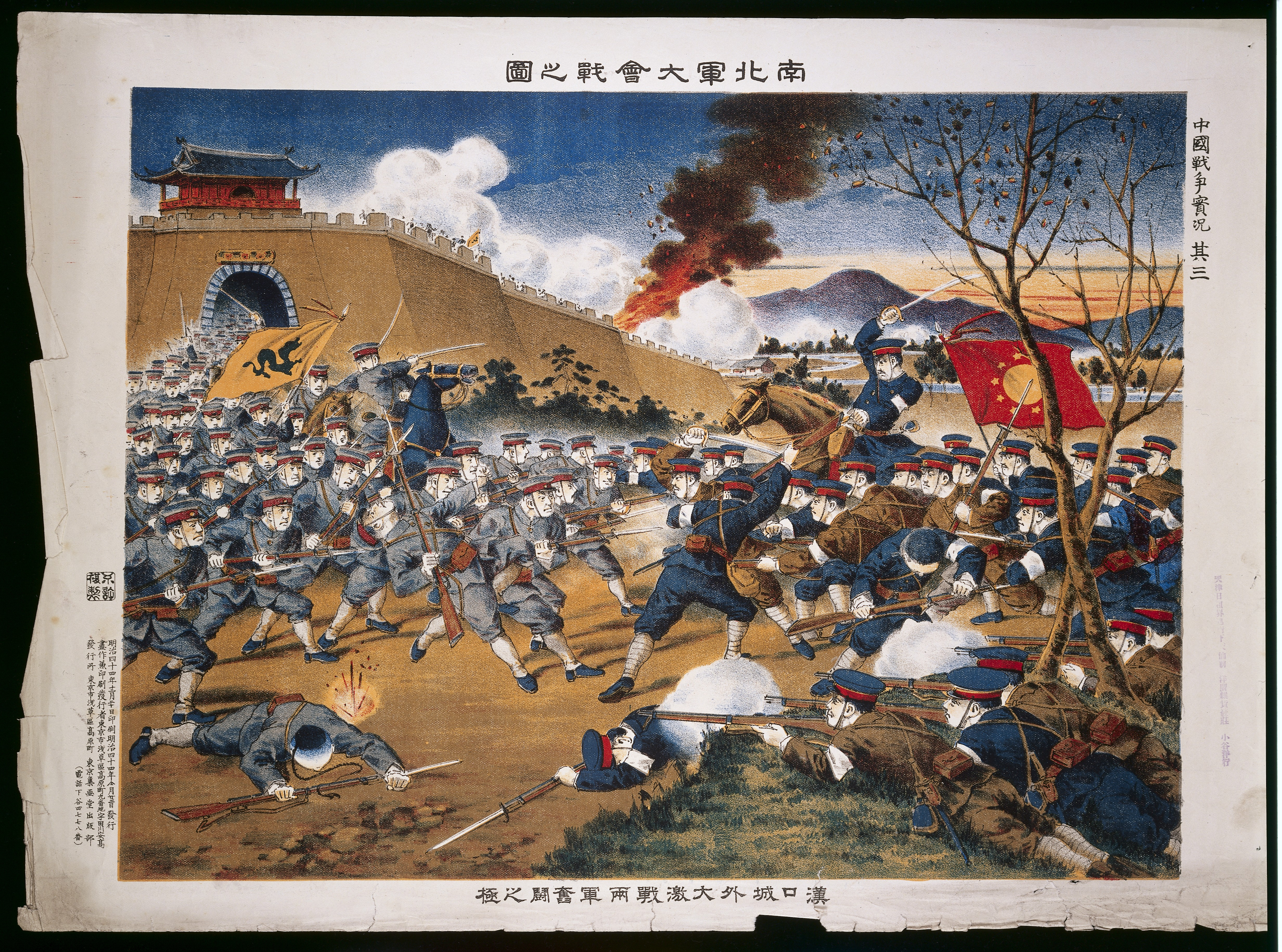
Imagem de uma batalha da Revolução Xinhai; Bandeira Qing visível à esquerda.

Em setembro de 1881, quando os dois cruzadores Chaoyong e Yangwei encomendados de Birkenhead, na Inglaterra, foram enviados para a China, Li Hongzhang percebeu que uma bandeira triangular era única entre as bandeiras navais de outros países. Como resultado, ele solicitou permissão à corte imperial e posteriormente alterou a bandeira naval triangular para uma retangular.
Vendo os países ocidentais hasteando bandeiras nacionais em ocasiões oficiais, Li Hongzhang também pediu à  imperatriz viúva Cixi que selecionasse uma bandeira nacional para a dinastia Qing. Entre as propostas de uso da bandeira Ba gua, da bandeira do dragão Amarelo e da bandeira Qilin, Cixi selecionou o desenho do dragão Amarelo. Em 1888, a corte imperial promulgou a bandeira naval como bandeira nacional Qing.

## Influência

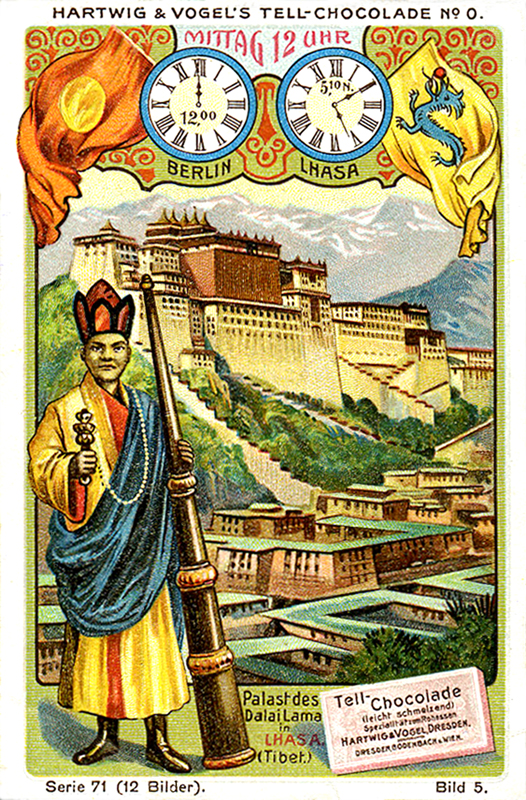
O Palácio do Dalai Lama em Lassa (Tibete). Este é um cartão de colecionador da série 71, "Cenas de todo o mundo - meio-dia em Berlim", cartão #5/12. Bandeira do Dragão Amarelo, na parte superior direita.

A noção de amarelo como representante da etnia Manchu foi usada nas bandeiras da bandeira das Cinco Raças Sob Uma União da República da China, e na bandeira do Império da China, respectivamente, embora em 1912 a primeira tenha sido desafiada por Sun Yat-sen, que considerou inapropriado usar a cor imperial tradicional para representar a etnia Manchu. Além disso, o amarelo mostarda foi usado na bandeira de Manchukuo em deferência à dinastia Qing, em cuja bandeira foi baseado.
O dragão azul foi destaque no emblema nacional dos Doze Símbolos, que foi o emblema estatal da China de 1913 a 1928.

## Bandeiras navais da dinastia Qing
Proposta de Horatio Nelson Lay (1862)
Quando a dinastia Qing comprou navios de guerra do Reino Unido em 1862, Horatio Nelson Lay desenhou várias bandeiras navais baseadas na bandeira personalizada que ele desenhou. Estas propostas não foram reconhecidas pelo governo da dinastia Qing.
- Proposta de bandeira naval chinesa, desenhada por Horatio Nelson Lay.

Frota Beiyang (1874-1890)
A Frota Beiyang foi criada em 1874, e várias bandeiras de classificação foram introduzidas com base nas tradicionais bandeiras oficiais de cinco cores da antiga marinha chinesa.
- Bandeira do Almirante
- Bandeira do Vice-Comandante
- Bandeira de oficial de alto escalão, para oficiais que não sejam da marinha

Marinha Beiyang (1890–1909)
A Frota Beiyang tornou-se a marinha nacional pelos Regulamentos da Frota Beiyang em 1888. No entanto, as bandeiras de classificação não foram atualizadas até 1890, quando William Metcalfe Lang e Liu Buchan discutiram sobre suas bandeiras de classificação em um incidente. Portanto, os conselheiros da Marinha Real Britânica propuseram cinco novas bandeiras de classificação para substituir o sistema simples de duas bandeiras de classificação.
- Proposta de Bandeira do Almirante
- Proposta de bandeira do vice-almirante
- Proposta de bandeira do contra-almirante
- Proposta de bandeira do Comodoro de 1ª classe
- Proposta de bandeira do Comodoro de 2ª classe

No entanto, estas propostas não foram adotadas pela dinastia Qing. Novas bandeiras de classificação foram introduzidas mais tarde em 1890.
- Bandeira do Almirante
- Bandeira de oficial de alto escalão
- Bandeira do Comandante do Torpedeiro
- Bandeira do Comodoro

Marinha Imperial (1909–1911)
Após a derrota total da Marinha Beiyang na Primeira Guerra Sino-Japonesa em 1894, a nova marinha imperial foi reorganizada após a criação do departamento da marinha em 1909. A Marinha Imperial Chinesa adotou a bandeira nacional no cantão de bandeiras navais em 1909.
- Bandeira do Secretário
- Bandeira do Almirante
- Bandeira do vice-almirante
- Bandeira do contra-almirante

- Bandeira do Oficial Sênior
- Bandeira do Líder da Frota

## Bandeiras baseadas na bandeira da dinastia Qing
Ferrovia Oriental Chinesa
A bandeira da Ferrovia Oriental Chinesa adotou uma combinação da dinastia Qing e das bandeiras russas. A bandeira não foi atualizada até 1912.
- Bandeira da Ferrovia Oriental Chinesa (1897 a 1912)